# La Cruz (Kostaryka)
La Cruz – miasto w Kostaryce, w prowincji Guanacaste.